# St. Vitus (Schwabsdorf)

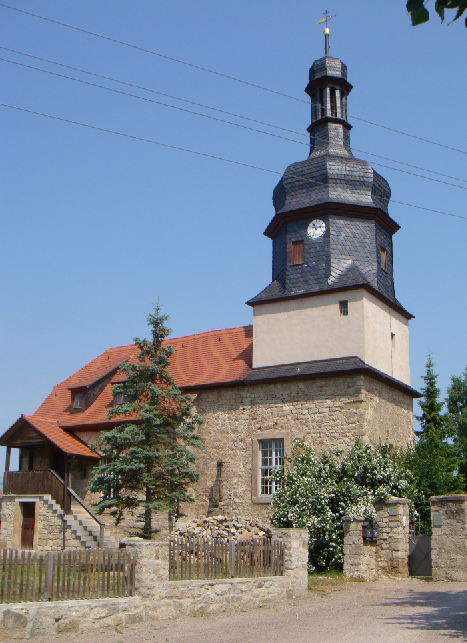
Die Kirche

Die Dorfkirche St. Vitus befindet sich im Ortsteil Schwabsdorf der Gemeinde Wiegendorf im Landkreis Weimarer Land in Thüringen. Sie gehört zum Kirchspiel Mellingen-Umpferstedt im Kirchenkreis Weimar der Evangelischen Kirche in Mitteldeutschland.

## Lage
Die evangelische Kirche liegt am nördlichen Rand des Dorfes.

## Geschichte
Schwabsdorf war seit 1136 Besitz des Klosters Oldisleben, dessen Abt das Patronat an der schon im Mittelalter bestehenden Kirche hatte. Die heutige Kirche, deren Wetterfahne die Jahreszahl 1780 trägt, geht auf eine barocke Chorturmkirche zurück, die 1991 zur Ruine zerfallen war. Die örtliche Bevölkerung nahm die Sanierung in ihre Hand.
Der Kirchturm (mit Schiefergeschoss, Schweifhaube und hoher Laterne) wurde 1992 abgetragen und neu errichtet. Das Langhaus bekam ein neues Dach und 1994 begannen die Innenarbeiten. Vier Jahre später war der Glockenstuhl saniert. Die Glocke wurde aufgezogen. 1999 begannen Schacht- und Putzarbeiten im Kirchenschiff. Die Turmuhr wurde eingebaut. Ab dem Jahr 2000 erfolgte die Erneuerung der Emporen, des Treppenvorbaus und der Überdachung. Später waren die Beleuchtung, die Bänke und Dielung an der Reihe. 2004 konnte die Kirche wieder eingeweiht werden.